# Acqueville (Calvados)
Acqueville ist eine Ortschaft und eine ehemalige französische Gemeinde mit 219 (Stand: 1. Januar 2022) im Département Calvados in der Region Normandie.  Sie gehörte zum Arrondissement Caen und zum Kanton Thury-Harcourt. Die Einwohner werden als Acquevillais bezeichnet.
Mit Wirkung vom 1. Januar 2019 wurden die ehemaligen Gemeinden Cesny-Bois-Halbout, Acqueville, Angoville, Placy und Tournebu zur Commune nouvelle Cesny-les-Sources zusammengeschlossen und haben in der neuen Gemeinde der Status einer Commune déléguée. Der Verwaltungssitz befindet sich im Ort Cesny-Bois-Halbout.

## Geografie
Acqueville liegt im Nordosten der Normannischen Schweiz, rund zehn Kilometer südlich von Bretteville-sur-Laize, elf Kilometer östlich von Thury-Harcourt und 17 Kilometer westlich von Falaise. Umgeben wird Acqueville im Norden und Nordosten von Moulines, im Osten von Tournebu, im Südosten von Martainville, im Süden von Angoville, in südwestlicher und westlicher Richtung von Meslay sowie von Cesny-Bois-Halbout in westlicher, nordwestlicher als auch teils nördlicher Richtung.

## Bevölkerungsentwicklung
| Jahr                             | 1793 | 1836 | 1876 | 1926 | 1946 | 1968 | 1990 | 2008 | 2016 |
| Einwohner                        | 529  | 440  | 331  | 189  | 157  | 146  | 211  | 168  | 190  |
| Quelle: Cassini, EHESS und INSEE |      |      |      |      |      |      |      |      |      |

## Sehenswürdigkeiten
- Großes Landhaus „Château de la Motte“ aus dem 17. Jahrhundert, seit 1997 Monument historique[4]
- Romanische Kirche Saint-Aubin aus dem 11. Jahrhundert, seit 1933 Monument historique[5]

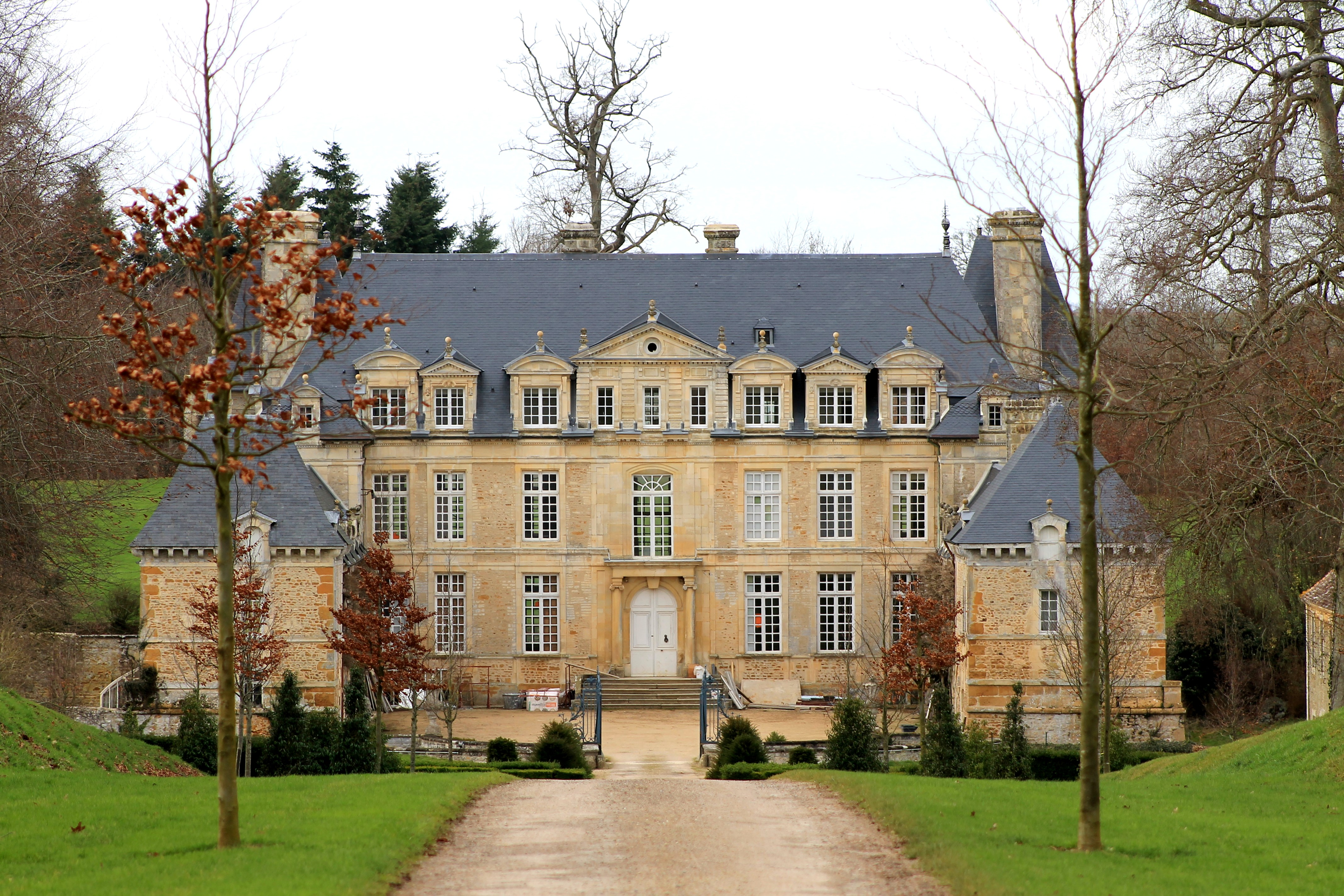
Das Château de la Motte

- Schloss aus dem 15. Jahrhundert
- Lavoir